# Thelotrema petractoides
Thelotrema petractoides är en lavart som beskrevs av P.M. Jørg. & Brodo 1995. Thelotrema petractoides ingår i släktet Thelotrema och familjen Thelotremataceae.   Inga underarter finns listade i Catalogue of Life.